# Żywienie zwierząt gospodarskich
Żywienie zwierząt gospodarskich – ogół zabiegów mających na celu zaspokojenie potrzeb pokarmowych zwierząt pod względem ilościowym, jakościowym i w postaci pokarmu. Dostarczanie zwierzętom gospodarskim substancji odżywczych (w celu zaspokojenia ich potrzeb żywieniowych), wyselekcjonowanych w oparciu o:
- wiedzę fizjologiczną i biochemiczną na temat procesów trawienia pasz.
- znajomość przyswajania składników odżywczych.
- skład chemiczny, wartość pokarmową i strawność paszy.

Racjonalne żywienie zwierząt gospodarskich polega na układaniu dobowych dawek pokarmowych, z zachowaniem norm żywienia w odniesieniu do jednostek pokarmowych, białka, suchej masy, minerałów i witamin. Bierze się pod uwagę: gatunek, rasę, odmianę, wiek, masę ciała, a także wielkość produkcji.
Indywidualne żywienie zwierząt pozwala dokładnie kontrolować wykorzystywanie pasz przez jednostkę produkcji. Ma to duże znaczenie w ocenie wyników żywienia. Grupowe żywienie stosuje się zaś przy tuczu zwierząt, których grupa ma zbliżoną masę ciała, wydajność i mało różni się zapotrzebowaniem. Czasami stosuje się także metodę żywienia „do woli” (np. na pastwisku).